# Municipio de Indaparapeo

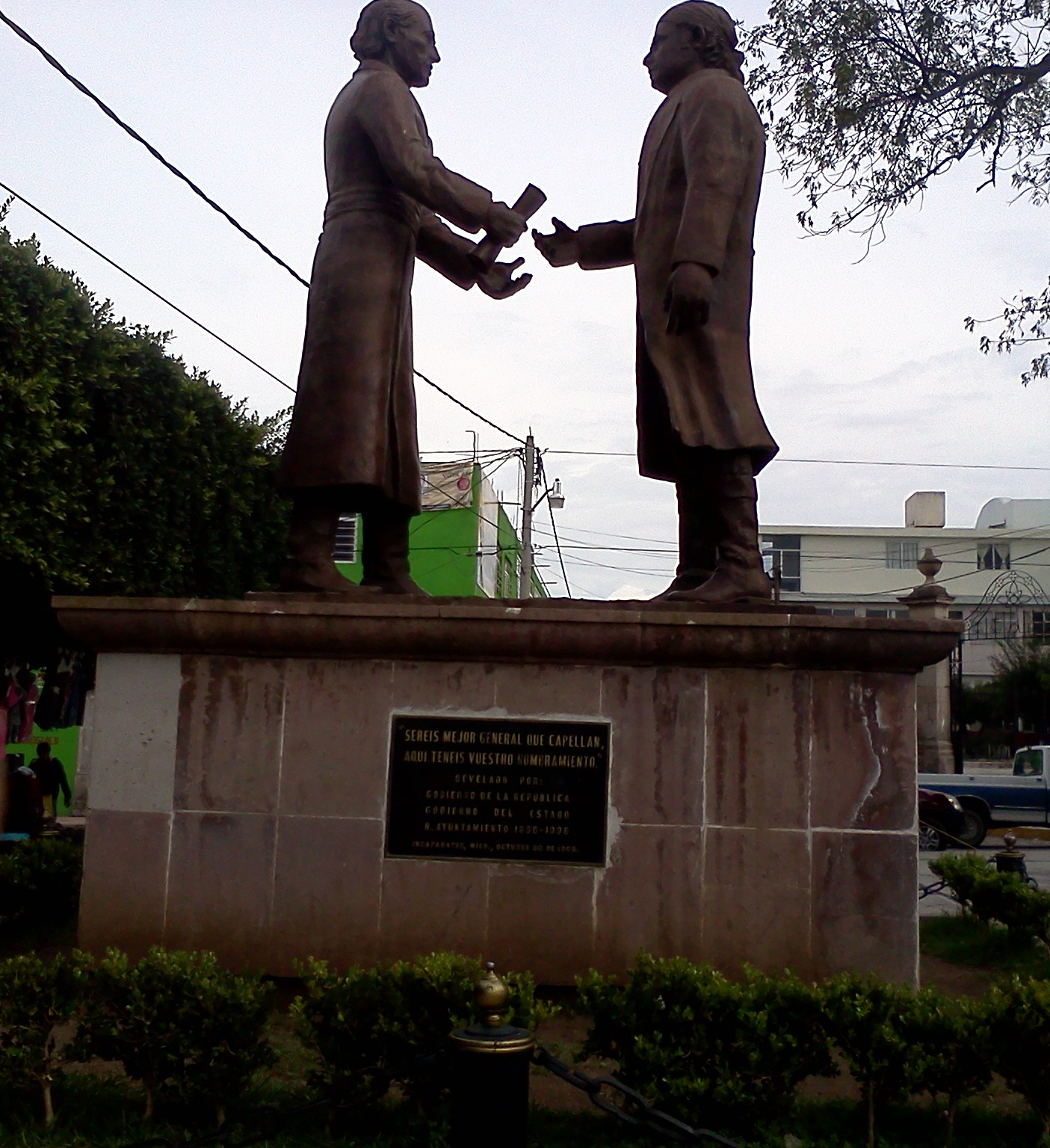
En memoria del encuentro de Hidalgo y Morelos

Indaparapeo es uno de los 113 municipios en que se encuentra dividido el estado mexicano de Michoacán de Ocampo. Su cabecera municipal es la ciudad de Indaparapeo. En 1831 fue elevado a la categoría de municipio.

## Toponimia
El nombre Indaparapeo significa ‘lugar de juegos’. Otra interpretación señala que el nombre proviene de la expresión purépecha equivalente a ‘lugar de victoria’.

## Geografía
Se encuentra en la zona noreste del estado y abarca una superficie de algo más de 176 km². Limita al norte con los municipios de Álvaro Obregón, Zinapécuaro y Queréndaro, este último  de igual manera al este; al sur con el municipio de Tzitzio; y al oeste con el municipio de Charo.
Junto con los municipios de Acuitzio, Álvaro Obregón, Copándaro, Cuitzeo, Charo, Chucándiro, Huandacareo, Morelia, Queréndaro, Santa Ana Maya, Tarímbaro y Zinapécuaro, integra la región socioeconómica 3-Cuitzeo del estado de Michoacán.

### Clima
Según la clasificación climática de Köppen el clima de Indaparapeo corresponde a la categoría Cwb (templado subhúmedo de montaña con invierno seco y verano suave).En verano presenta una temperatura máxima de 33 grados y una mínima de 21 grados; en invierno, de 23 grados y una mínima de 8 grados.

### Flora y fauna
Indaparapeo es rico en flora y fauna, debido a su clima y ubicación que permiten gran variedad de especies. Su relieve está compuesto por el Eje Neovolcánico, al que pertenecen el valle de Morelia-Queréndaro, la depresión del Cuitzeo y cerros El Águila, Los Tinguaraque y Del Aire. 
Predomina la pradera con plantas de nopal, huisache y matorrales diversos; tiene bosque mixto: con pino, encino y aile; y bosque de coníferas, con oyamel y pino. La superficie forestal maderable es ocupada principalmente por pino; la no maderable, por arbustos de distintas especies.
Su fauna está formada por coyote, ardilla, conejo, zorrillo, zorro, cacomixtle, cerceta u paloma.

## Cultura
Es en este lugar donde se celebra una de las más grandes tradiciones de la comunidad, la fiesta patronal, la cual se realiza en honor a la virgen conocida como Nuestra Señora de la Paz, el día 24 de enero. Esta festividad se realiza de manera muy grande; comienza 9 días antes con el rezo de rosario y procesiones por las calles del municipio, a estas asisten la mayor parte de la comunidad incluso escuelas aledañas; llegando el día 24 comienza la celebración desde temprano. A partir de las 4:00 a. m. se presentan diversas bandas de músicos, con el fin de interpretar las mañanitas a la virgen durante dos horas, para dar paso después a los tradicionales mariachis, que acompañados del pueblo interpretan las mañanitas, es aquí que la virgen es bajada de su pedestal, a lo largo del día se celebran distintas actividades de carácter religioso (comuniones, confirmaciones, misas) por la tarde se integran más bandas musicales para comenzar la celebración en el jardín central y la plaza aledaña, que llenan de música la comunidad, tocando de manera intercalada durante toda la noche, a lo largo de la cual también se pueden admirar diversos fuegos pirotécnicos, donados por los coheteros del lugar, a esta fiesta acuden personas de todos los pueblos que están a los alrededores como; Zinapécuaro, Queréndaro y ranchos cercanos, además de los «paisanos» que suelen visitar el pueblo durante estas festividades, pero la celebración no termina ahí, durante toda la semana se puede disfrutar de la feria, y sus diferentes espectáculos como el tradicional rodeo, a los 8 días se celebra lo que se conoce coma la octava, cuando se regresa la virgen a su pedestal y la fiesta continua con música y baile durante todo el fin de semana, esta celebración es una tradición muy importante de Indaparapeo, su duración se extiende a lo largo de 18 días o más y demuestra que al igual que muchos otros municipios de Michoacán, es rico en costumbres y tradiciones.

### Origen e historia de la patrona de Indaparapeo Michoacán
Nuestra Señora de la paz, patrona del municipio de Indaparapeo Michoacán, a la cual se le celebra cada año el día 24 de enero, tiene su origen en El Salvador, aunque la primera iglesia católica esta en Hawái en honor a ella, y hasta hoy su principal santuario es la catedral de nuestra señora de la paz en Honolulu.
En Francia se encuentra una imagen tallada en madera. La virgen lleva en su brazo derecho al niño Jesús y en el otro una rama de palma u olivo, esto como símbolo de la paz. Se cree que gracias a la intercesión de la virgen de la Paz fue ganada por la lucha entre Monualcos y Migueleños en enero de 1833. Estos últimos fueron derrotados por el coronel Benítez, quien en un intento de sustentar la paz mando a sacar a la virgen de la parroquia, coloco su espada en los pies de esta y la nombró testigo de su victoria, después de haberle rendido homenaje la regresó al santuario, y así fue como desde ese día llegó la paz a la región. Desde ese día la imagen de nuestra Señora de La Paz fue coronada.

## Edificios históricos
Por su valor arquitectónico o histórico, se preservan:
- Parroquia de Nuestra Señora de la Paz, del siglo XVI
- Capilla de la Virgen de Guadalupe, en la Hacienda de Quirio
- Capilla de la Virgen de la Asunción
- Portal Morelos, donde se llevó a cabo la entrevista entre Miguel Hidalgo y José María Morelos

## Demografía
La población total del municipio de Indaparapeo es de 18 385 habitantes, lo que representa un crecimiento promedio de 1.2 % anual en el período 2010-2020 sobre la base de los 16 427 habitantes registrados en el censo anterior. Al año 2020 la densidad del municipio era de 104,2 hab/km².
| Gráfica de evolución demográfica de Municipio de Indaparapeo entre 2000 y 2020 |
|                                                                                |
| Fuente: Instituto Nacional de Estadística Geografía e Informática              |

En el año 2010 estaba clasificado como un municipio de grado medio de vulnerabilidad social, con el 17.15 % de su población en estado de pobreza extrema.
La población del municipio está mayoritariamente alfabetizada (11.93 % de personas analfabetas al año 2010) con un grado de escolarización en torno de los 6 años. Solo el 0.38 % de la población se reconoce como indígena.
El 96.15 % de la población profesa la religión católica. El 1.45 % adhiere a las iglesias protestantes, evangélicas y bíblicas.

### Localidades
En el censo de 2020 el municipio de Indaparapeo contaba con 39 localidades.
| Código INEGI      | Localidad            | Población (2020) |
| ----------------- | -------------------- | ---------------- |
| 160400001         | Indaparapeo          | 7 228            |
| 160400018         | San Lucas Pío        | 3 871            |
| 160400005         | Colonia de Guadalupe | 1 395            |
| Otras localidades | Otras localidades    | 5 891            |
| Total municipal   | Total municipal      | 18 385           |

## Salud y educación
En 2010 el municipio tenía un total de 5 unidades de atención de la salud, con un personal médico de 15 personas. Existían 52 escuelas de nivel preescolar, primario y secundario y una escuela de educación media superior.

## Cronología de los presidentes municipales
| Nombre                                   | Año       |
| ---------------------------------------- | --------- |
| Cruz Romero                              | 1930      |
| Refugio MaldonadoCruz Romero             | 1931      |
| Ignacio Ávalos                           | 1932      |
| Francisco Rodríguez Reyes                | 1933      |
| José S. Reyes                            | 1934      |
| Salvador Rodríguez Olvera                | 1935      |
| Romero Ríos                              | 1936      |
| Manuel Rodríguez Aguilar                 | 1937      |
| Melecio Caballero Loaisa                 | 1938-1939 |
| J. Paz Rodríguez Reyes                   | 1940      |
| Gregorio Calderón Andrade                | 1941      |
| Jesús Bedolla AlanísJesús Reyes Romero   | 1942      |
| Pedro Graciano Avilés                    | 1943      |
| J. Paz Rodríguez Reyes                   | 1944      |
| Salvador Martínez Rodríguez              | 1945      |
| Francisco Alanís Gutiérrez               | 1946      |
| Sebastián Páramo Chávez                  | 1947      |
| Tomás Espinoza González                  | 1948      |
| Sinecio Hernández Mercado                | 1949-1950 |
| Pedro Graciano Avilés                    | 1951      |
| Andrés Pérez Velázquez                   | 1952      |
| Macario Guzmán González                  | 1953      |
| Raúl Magaña Magaña                       | 1954      |
| Melecio Caballero Loaisa                 | 1955      |
| J. Jesús Núñez Díaz                      | 1956      |
| Enrique Villalpando Magallón             | 1957      |
| José Ayala JiménezEsteban Vences Almanza | 1958      |
| Esteban Vences AlmanzaJosé Ayala Jiménez | 1959      |
| Joaquín Hernández Tapia                  | 1960-1962 |
| Eduardo Ramírez Rosillo                  | 1963-1965 |
| Joaquín Hernández Tapia                  | 1966-1968 |
| Salvador Rodríguez Olvera                | 1969-1971 |
| Antonio Meza González                    | 1972-1974 |
| Benjamín Mendoza Rodríguez               | 1974      |
| Gilberto López Méndez                    | 1975-1977 |
| Manuel Hernández Zepeda                  | 1978-1980 |
| Profr. Augusto A. Romero Rodríguez       | 1981-1983 |
| Abelardo Rodríguez López                 | 1984-1986 |
| Dr. Juan Carlos Velázquez Medero         | 1987-1989 |
| Aniceto Ayala Vieyra                     | 1990-1992 |
| Profr. J. Carlos Graciano Zamudio        | 1993-1995 |
| Lic. Fernando Martínez Pozos             | 1996-1998 |
| Profr. J. Antonio López León             | 1999-2001 |
| Rene Eliseo Rodríguez Figueroa           | 2002-2004 |
| Profr. J. Antonio López León             | 2005-2007 |
| Everardo Ponce Gamino                    | 2008-2011 |
| Profr. J. Antonio López León             | 2012-2015 |
| Alejandro Gamez Vega                     | 2015-2018 |
| María Teresa Pérez Romero                | 2018-2021 |
| Erick Magaña Garcidueñas                 | 2021-2024 |
| Janitzio Zavala Vega                     | 2024-2027 |